# Avignonet-Lauragais
Avignonet-Lauragais è un comune francese di 1 308 abitanti situato nel dipartimento dell'Alta Garonna nella regione dell'Occitania.
Il castello di Avignonet fu teatro, il 29 maggio 1242, del massacro di undici inquisitori di Tolosa (Guglielmo Arnaud, Stefano da Saint-Thibéry ed altri) da parte degli albigesi.

## Società

### Evoluzione demografica
Abitanti censiti